# Зміївський повіт
Зміївський повіт — адміністративно-територіальна одиниця Слобідсько-Української губернії (1797—1835) та Харківської губернії (1835—1917) Російської імперії. До 1923 року адміністративно-територіальна одиниця Харківської губернії УРСР. Також у 1919 році була у складі Харківської області ЗСПР. Адміністративним центром було місто Зміїв.

## Історія
У 1797 році повіт було сформовано на базі Чугуївського повіту. Саме місто Чугуїв, стало позаштатним містом новоутвореного Зміївського повіту.
У 1861 році в повіті (без міста) мешкало 81100 осіб, які проживали в 172 населених пунктах (2 міста, 14 слобід, 29 сіл, 80 селищ і 14 хуторів). У 1878 році населення займалося переважно рільництвом і тваринництвом, були 33 промислові підприємства (переважно гуральні та цегельні, працювало 243 працівники), за рік відбувалось 35 ярмарків.
Протягом 1921–1933 рр. Зміївщина зазнала суттєвих територіальних змін. Цей період став найбільш переламним для адміністративно-територіального устрою Зміївського краю, як і Слобідської України, в цілому. Напередодні Жовтневої революції 1917 р. Зміївський повіт, наряду з десятьма іншими, входив до Харківської губернії Росії. До його складу входили 25 волостей: Олексіївська, Берецька, Бірчанська, Бурлуцька, Веденсь-ка, Волохоярська, Гуляй-Пільська, Замостянська, Зароженська, Зміївська, Коробчанська, Лебяженська, Лиманська, Нижнє-Орільська, Миколаївська, Ново-Андріївська, Ново-Борисоглібська, Ново-Серпухівська, Отрадівська, Охочанська, Попельнянська, Преображенська, Таранівська, Чугуївська та Шебелинська.
У ході громадянської війни Зміївський повіт, залишаючись у складі Харківської губернії, неодноразово змінював державну приналежність: Росія, Українська народна республіка, Українська держава П. П. Скоропадського, Збройні Сили Півдня Росії, Донецько-Криворізька (радянська) Республіка, Українська Соціалістична Радянська Республіка тощо.
Наприкінці грудня 1919 р. з семи лівобережних волостей Зміївського повіту було утворено Чугуївський повіт. 15 березня 1922 р. постановою Президії ВУЦК було ліквідовано Чугуївський повіт, волості якого перейшли до Харківського, Куп'янського, Зміївського та Вовчанського повітів. 1922 р. Шелудьківський волосний виконком незаможних селян реорганізовано у райвиконком із районним центром у с. Андріївка, с. Скрипаї теж було передано до Андріївського району.
З 1923 р. в Україні було розпочато адміністративно-територіальну реформу, в основу якої покладено принцип економічного районування. Повіти і волості замінювалися на округи і райони, яких на території ліквідованої Харківської губернії створили відповідно 5 та 77. На історичних землях Зміївщини були утворені наступні райони: Андріївський, Балаклійський (у межах Ізюмського округу), Зміївський, Коробочкинський, Олексіївський, Таранівський, Чугуївський (у межах Харківського округу). Зміївський повіт був перетворений на район у березні 1923 р., а 1924 р. утворюється Таранівський район, села Шелудьківка і Скрипаї знову передано Зміївському району.
Згідно з постановою ВУЦВК та РНК УСРР від 13 червня 1930 р. були ліквідовані Ізюмський та Куп’янський округи, територія яких приєднана до Харківського округу, який таким чином став складатися (на період з 13 червня до 15 вересня 1930 року) з 43 районів. Серед них на землях Зміївщини: Андріївський, Балаклійський, Зміївський, Олексіївський, Таранівський, Чугуївський.
Постановою ВУЦВК та РНК УСРР від 15 вересня 1930 р. «Про ліквідацію округів і перехід до двоступеневої системи управління» були ліквідовані деякі округи й райони, серед них і Таранівський район, сільради і села якого було передано до складу Зміївського району. Тоді ж від Мереф’янського району до Зміївського було передано с. Островерхівка. 3 лютого 1931 р. Андріївський район було ліквідовано, а його сільради приєднано до Балаклійського району.
9 лютого 1932 р. IV позачерговою сесією ВУЦВК XII скликання було схвалено постанову про адміністративно-територіальну реформу, створення областей та перехід на триступеневу систему управління: центр–область–район. Від того часу до сьогодні землі історичної Зміївщини (основна площа) входять до Балаклійського, Зміївського, Первомайського (до 1952 р. – Олексіївський) та Чугуївського районів Харківської області.

## Символіка

### Зміївський герб
Зміївський герб відноситься до так званих «промовистих» гербів, вигляд яких вказує на назву міста, повіту чи губернії. В даному випадку - коронований змій. Історично гербовий малюнок історично сходить до полковому прапорі Зміївського слобідського козацького полку.
Цікаво, що при розробці герба міста Змієва в 1803 році Герольдмейстерська контора залишила поле щита цільним, хоча на початок XIX століття діяло правило, згідно з яким поле повітових і заштатних міст розсікати на дві частини по вертикалі, в верхній частині поля щита зображувався герб губернського міста (Харків). Такими були герби інших міст харківської губернії: Вовчанська, Лебедина, Богодухова. За описом герба він виглядав так: «В червоному полі звивається до гори золотий змій з міською короною на голові».
У 1856 році імператор вирішив передивитися герби губернії та повітів на геральдичну відповідність. Як наслідок цього, у 1878 році було змінено герб Харківської губернії на новий (кінська голова, зірка та три візантійські монети). Але наказів що до повітових місць не надійшло. Отож у верхніх частинах поля гербів так й зосталося зображення старого губернського герба (перехрещені кадукей та ріг достатку) .
Лише пізніше в вільній частині Зміївського герба було розміщене зображення губернського центру.
У виданнях «Пам’ятної книги Харківської губернії» 1863 та 1865 років, надано опис Зміївського герба, він виглядав як «змій у золотому полі». Чи це була тимчасова зміна кольорів гербу, чи помилка видання невідомо, але у «Короткому нарисі історії Харківського дворянства» 1885 року, герб такий як і раніше, золотий змій на червоному полі.

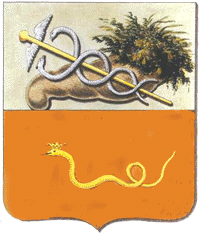
Герб повітового міста Зміїв, до 1803 року;
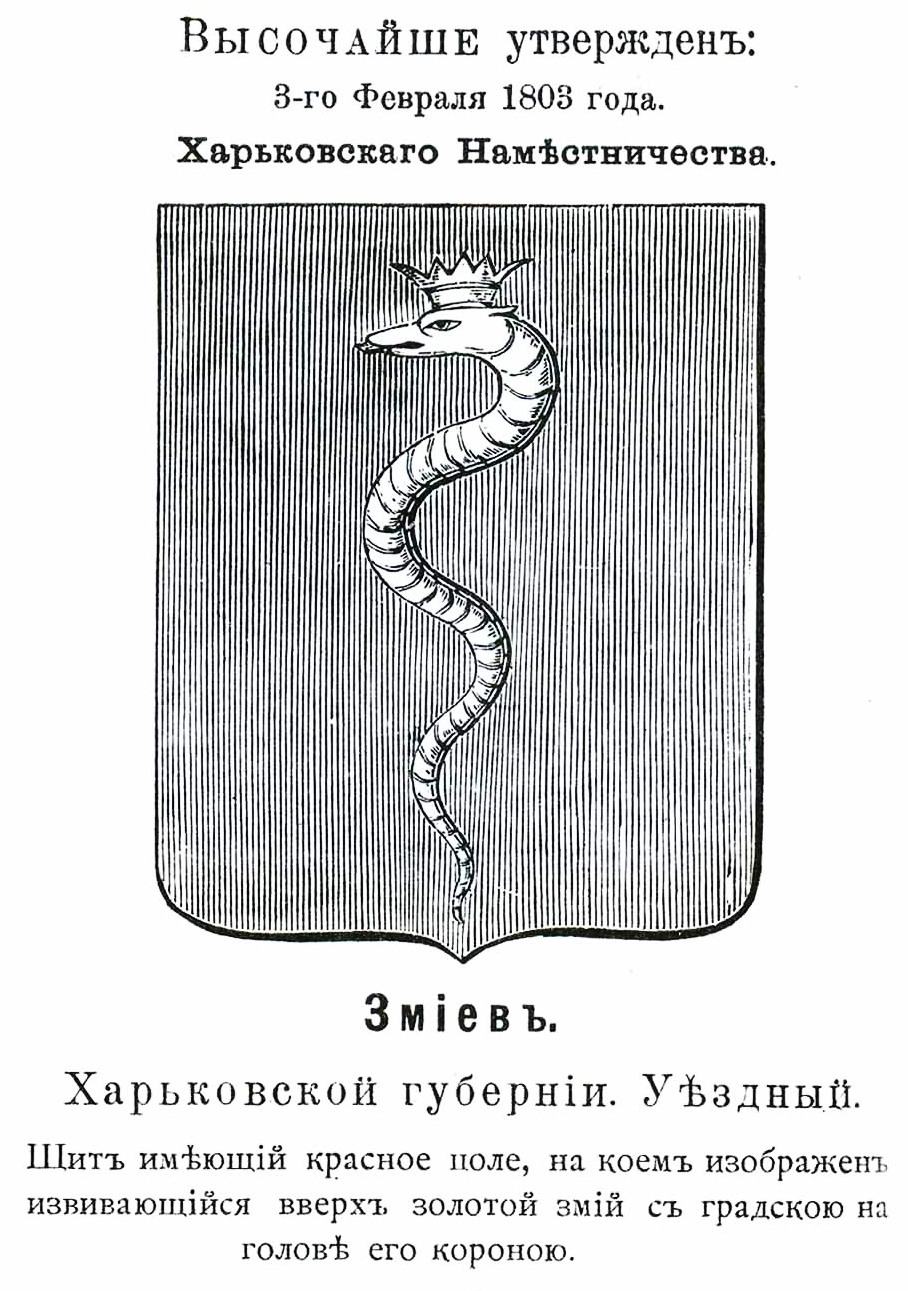
Герб повітового міста Зміїв  Харківського намісництва (1803), з описом;
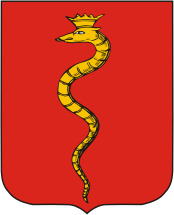
Герб повітового міста Зміїв, затверджений у 1803 році;
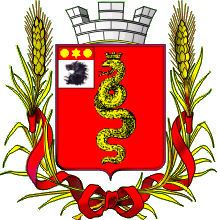
Герб міста Зміїв та Зміївського повіту у 1878-1888 роках;
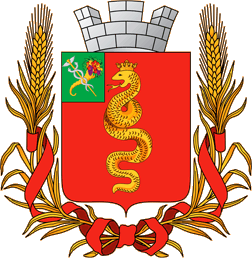
Герб міста Зміїв та Зміївського повіту у 1888-1919 роках.

## Керівники повіту

### Повітові маршалки шляхти (Російська імперія)
| Прізвище, ім’я, по батькові      | Чин                      | Роки знаходження на посаді |
| -------------------------------- | ------------------------ | -------------------------- |
| Ковалевський Іван Іванович       | колезький асесор         | 1798—1801                  |
| Мейєр Петро Юрієвич              | майор                    | 1801—1804                  |
| Шидловський Микола Васильович    | титулярний радник        | 1804—1807                  |
| Шидловський Микола Васильович    | титулярний радник        | 1807—1810                  |
| Шидловський Микола Васильович    | титулярний радник        | 1810—1813                  |
| Бедряга Олександр Якимович       | губернський секретар     | 1813—1816                  |
| Смирницький Микола Савич         | майор                    | 1816—1819                  |
| Смирницький Микола Савич         | майор                    | 1819—1822                  |
| Смирницький Микола Савич         | надвірний радник         | 1822—1825                  |
| Смирницький Микола Савич         | надвірний радник         | 1825—1828                  |
| барон Раден Павло Федорович      | ротмістр                 | 1828—1831                  |
| Стремоухов Павло Васильович      | гвардії штабс-капітан    | 1831—1834                  |
| Ковалевський Єгор Іванович       | ротмістр                 | 1834—1837                  |
| Ковалевський Єгор Іванович       | ротмістр                 | 1837—1840                  |
| Ковалевський Єгор Іванович       | ротмістр                 | 1840—1843                  |
| барон Раден Павло Федорович      | ротмістр                 | 1843—1846                  |
| барон Раден Павло Федорович      | ротмістр                 | 1846—1849                  |
| барон Раден Павло Федорович      | ротмістр                 | 1849—1852                  |
| барон Раден Павло Федорович      | ротмістр                 | 1852—1855                  |
| Орлов Іван Афанасійович          | колезький секретар       | з 29 червня 1855           |
| Орлов Іван Афанасійович          | колезький секретар       | 1855—1858                  |
| Орлов Іван Афанасійович          | колезький секретар       | 1858—1860                  |
| князь Кудашев Олексій Сергійович | гвардії штабс-капітан    | з 5 серпня 1860            |
| князь Кудашев Олексій Сергійович | гвардії штабс-капітан    | 1861—1864                  |
| князь Кудашев Олексій Сергійович | гвардії штабс-капітан    | 1864—1867                  |
| Замятин Дмитро Єгорович          | титулярний радник        | 1867—1870                  |
| Лесевицький Роман Дмитрович      | колезький секретар       | 1870—1873                  |
| Лесевицький Роман Дмитрович      | колезький секретар       | 1873—1876                  |
| Лесевицький Роман Дмитрович      | колезький секретар       | 1876—1879                  |
| Грєхов Олександр Васильович      | гвардії полковник        | 1879—1882                  |
| Грєхов Олександр Васильович      | гвардії полковник        | 1882—1883                  |
| Ілляшевич Лев Васильович         | флоту капітан-лейтенант  | з 7 лютого 1883            |
| Свєтухін Іван Ілліч              | штабс-капітан            | ?-1890—1892                |
| Лесевицький Микола Семенович     | губернський секретар     | 1892—1904                  |
| місце вакантно                   |                          | 1904                       |
| Лесевицький Микола Семенович     | дійсний статський радник | ?-1906—1908                |
| Суковкин Сергій Павлович         | статський радник         | 1908—1913-?                |

### Повітовий комісар (1917)
Після Лютневої революції 1917 року у Зміївському повіті створюються численні Ради.  Керівником у повіті був повітовий комісар. 14 вересня 1917 року проходить Зміївський повітовий з’їзд Рад, на якому було вирішено усунути з посади повітового комісара Тимчасового уряду Францевича. Францевич був вимушений піти у відставку.
7 листопада (25 жовтня) 1917 року у Петрограді відбувся більшовицький переворот. Влада від Тимчасового уряду переходить до більшовиків.

### Повітовий виконком (1918)
Наприкінці 1917 року червоногвардійскі загони Г.А. Сівера (загін села Зідьки) та О.П. Ковальова (загін села Шелудьківка) захоплюють Зміїв, та проголошують у місті більшовицьку владу. З місцевої в’язниці було звільнено представників повітової більшовицької організації, яка захоплює владу у повіті. 20 січня 1918 року Зміївський повітовий з’їзд Рад селянських депутатів проголосив встановлення більшовицької влади у всьому повіті. З’їзд обрав виконком, який очолював І.Є. Майстро.
Дію більшовицьких Рад у Зміївському повіті було перервано наступом австро-німецьких військ у квітні 1918 року.

### Голови повітового ревкому та виконкому (1919)
19-23 січня 1919 року Змієві, вперше на Харківщині, відбувся з’їзд Рад селянських, робітничих і червоноармійських депутатів, до якого входили більшовики та ліві соціалісти-революціонери. Першим головою  Зміївського повітового виконкому та першим головою повітового комітету більшовиків став Чернієнко Іван Васильович (1895-1969).
Наприкінці травня 1919 року створюється Зміївський революційний комітет (ревком) на чолі якого став Кривокінь.
У літку 1919 року діяльність більшовицьких органів влади припинилася у зв’язку з тим, що Зміївщина була зайнята білими військами Врангеля П.М..
У грудні 1919 року, РСЧА вибивши зі Зміївщини війська Врангеля, 11 грудня увійшли до Змієву.  У Зміїву розквартирувалася 2-га Латиська бригада Латиської дивізії (комбриг Фрейберг Август Давидович). Начальником Зміївського гарнізону було призначено А.І. Туппе, комісаром М. Ценіса. Наказом №1 від 19 грудня 1919 року, Туппе призначає свого помічника Пуке, командиром Зміїва.
23 грудня у повіті був створений революційний комітет (ревком), у складі: В.А. Любанова, В.В. Євстаф’єва, С.С. Крилова та Вєткова. Наказом голови Зміївського повітового військово-революційного комітету Р. Саковича, оголошувалося створення замість тимчасового, постійного військово-революційного комітету. Повітовий ВРК складався з 2-х представників Реввійсьради 14-ї армії, та одного представника від Харківського Губернського ревкому.
У квітні 1920 року повітовий ревком передав свої повноваження повітовому виконавчому комітету (виконкому). Головою виконкому було обрано комуніста Н.С. Цезарєва.

## Поліція
Штат поліційного управління повіту включав в себе повітового справника, його помічника, секретаря та столоначальників (карного та цивільного столів), а також реєстратора. 
Сам повіт поділявся на стани очолювані становими приставами. На 1890 рік Зміївський повіт поділявся на три стани. У 1908 році було утворено новий 4-й стан з центром у Андріївці.
- 1-й стан. Олексіївська;
- 2-й стан. Таранівка;
- 3-й стан. Чугуїв;
- 4-й стан (з 1908 року). Андріївка.

Крім того представники поліції були у великих містах повіту. У повітовому місті Зміїв був поліційний наглядач. А з 1913 року Зміїв було поділено на три околотки, якими керували околоточні наглядачі (околоточні), підлеглі міському поліційному наглядачеві. Позаштатне місто Чугуїв, поділялося на дві поліційних дільниці, якими керували поліційні наглядачі.
Також, наприкінці  XIX століття до поліції Зміївського повіту відносилася Зміївська повітова тюрма.

### Повітові справникиполіції
| Прізвище, ім’я, по батькові                   | Чин                  | Роки знаходження на посаді |
| --------------------------------------------- | -------------------- | -------------------------- |
| Отрохов Віктор Іванович                       | колезький асесор     | ?—1890—1893                |
| Радкевич Єпіфан Іванович                      | надвірний радник     | 1893—1896                  |
| Сакович Петро Антонович                       | колезький радник     | 1896—1898                  |
| Радкевич Єпіфан Іванович                      | колезький радник     | 1898—1904                  |
| Жилло Микола Лук’янович                       | штабс-капітан запасу | 1904—1906                  |
| Савиллов Василь Васильович                    | колезький асесор     | 1906—1908                  |
| барон Рауш-фон-Траубенберг Аполлон Леонідович | надвірний радник     | 1908—1909                  |
| Софіано Харлам Семенович                      | надвірний радник     | 1909—1912                  |
| Стрелецький Павло Якович                      | підполковник запасу  | 1912—1913—?                |

## Волості
Зміївський повіт, поділявся на волості. До керівництва волості входили старшина, волосний писар, голова суду.
В повіт на 1913 рік входили такі волості:
- Олексіївська волость – волосний центр Олексіївська;
- Андріївська волость – волосний центр Андріївка (Ново-Борисоглібськ);
- Балаклійська волость – волосний центр Балаклія;
- Берецька волость – волосний центр Береки;
- Бірчанська волость – волосний центр Бірки;
- Бурлуцька волость - волосний центр Великий Бурлук;
- Введенська волость - волосний центр Введенка;
- Волоховоярська волость - волосний центр Волохів Яр;
- Гуляйпільська волость - волосний центр Гуляй Поле;
- Замостянська волость - волосний центр Замостя;
- Зміївська волость - волосний центр Зміїв;
- Коробчанська волость - волосний центр Коробчине;
- Лиманська волость - волосний центр Лиман
- Нижньоорельська волость - волосний центр Нижня Орель (Лигівка);
- Отрадівська волость;
- Охочанська волость - волосний центр Охоче;
- Попільнянська волость;
- Преображенська волость - волосний центр Преображенське;
- Соколівська волость - волосний центр Соколове;
- Чугуївська волость - волосний центр Чугуїв;
- Шебелинська волость - волосний центр Шебелинка;
- Шелудківська волость - волосний центр Шелудьківка.

та міста
- повітове місто Зміїв
- заштатне місто Чугуїв із передмістями Кременець, Робочий Батальйон, слободою Преображенською.

В інші роки існували також
- Зароженська волость – волосний центр Зарожне;
- Лозовенківська волость – волосний центр Лозовенька;
- Таранівська волость – волосний центр Таранівка.

## Релігія
Зміївський повіт відносився до Харківської єпархії і поділявся на три округи.